# Julián de Gregorio Espinosa
Julián Vicente José Toribio de Gregorio Espinosa y Belgrano (Buenos Aires, 27 de abril de 1777 - agosto de 1834) fue un comerciante, hacendado, político argentino-uruguayo, senador de Uruguay, que tuvo destacada actuación como financista de diversas campañas militares durante la Guerra de Independencia Argentina y la Guerra del Brasil.

## Biografía
Estudió en el Colegio de San Carlos de Buenos Aires y se dedicó al comercio y a la ganadería. Casado con una rica heredera salteña, se trasladó a Salta en 1804. Allí se dedicó a la administración de las fincas de la familia de su esposa, ubicadas en el Valle de Lerma. Se destacó por la construcción y el mejoramiento de los caminos de la zona.
Estando en Buenos Aires, realizando trámites burocráticos, fue sorprendido por la primera de las Invasiones Inglesas. Se unió a las fuerzas de Santiago de Liniers, a las que aportó víveres y ganado para el avance hacia Buenos Aires. Participó en la Reconquista de la ciudad.
Más tarde, cuando se organizaron los cuerpos de milicias para repeler la esperada Segunda invasión inglesa al Río de la Plata, se hizo cargo del mantenimiento de una compañía del Batallón de Arribeños. Aportó para el mantenimiento del ejército la cantidad – enorme aún para los parámetros de la ganadera Buenos Aires – de 10 000 cabezas de ganado vacuno, además de sumas en efectivo para pagar uniformes y armas. Luchó en la Defensa de Buenos Aires. Capturó personalmente al general Robert Craufurd en la Iglesia de Santo Domingo, en lo que contó con la colaboración de su primo, el abogado Manuel Belgrano.
Poco tiempo después se alejó del ejército y se instaló como ganadero en la Banda Oriental, mientras la guerra de independencia destruía la prosperidad de la ganadería salteña. Fue uno de los primeros vecinos destacados en apoyar el pronunciamiento popular contra los realistas de principios de 1811, acto conocido como Grito de Asencio. Se enroló en las filas independentistas, y luchó en la Batalla de Las Piedras. Separado del ejército poco después del comienzo del Sitio de Montevideo, regresó a Buenos Aires, donde se dedicó al comercio.
A principios de 1812, el Deán Funes era enjuiciado por el Primer Triunvirato por su participación en la revolución del 5 y 6 de abril de 1811 y por su actuación como director político de la disuelta Junta Grande. Se le impuso una cuantiosa cantidad como rescate, que ni siquiera el adinerado hermano del Deán, Ambrosio Funes, estaba en condiciones de pagar; la suma fue aportada por Espinosa, que además forzó a que el sacerdote fuese tratado con más decoro.
Se instaló en Montevideo poco después de la ocupación de la ciudad por las fuerzas de Alvear, en el año 1814. Cuando – a principios del año siguiente – los federales de José Artigas ocuparon la ciudad, se mostró abiertamente opuesto a su gobierno. Perseguido y castigado económicamente, apoyó la Invasión Luso-Brasileña, que ocupó la ciudad en 1818. Conservó sus negocios durante el gobierno Portugués, aunque la ganadería no tenía muchas posibilidades de desarrollarse durante la guerra contra los patriotas de Artigas. Tras la definitiva derrota del caudillo oriental, convenció a Fructuoso Rivera, que tenía el mando del resto de su ejército, de concertar la paz, cuando don Frutos, estaba rodeado por las tropas del invasor, a las órdenes de Bento Manuel Ribeiro y en su campamento, acordó la pacificación de la Provincia Oriental, mediante el Acuerdo de Tres Árboles. 
Cuando el Imperio del Brasil se independizó de Portugal se pronunció por este último, de modo que cuando Montevideo quedó en manos brasileñas abandonó la ciudad y regresó a Buenos Aires. Tuvo alguna actuación política y expandió sus negocios ganaderos en la provincia de Buenos Aires durante el ministerio de Bernardino Rivadavia, a quien consideraba su amigo.
Tres años más tarde colaboró con Pedro Trápani en la organización y financiación de la expedición de los Treinta y Tres Orientales, que a principios de 1825 comenzó la campaña de liberación de la Provincia Oriental.
A la caída del presidente Rivadavia, en 1827 se instaló en el Prado, suburbio de Montevideo desde donde los patriotas gobernaban la Provincia Oriental. Financió parte de la Campaña de Rivera a las Misiones Orientales y lo proveyó abundantemente de armas. Trasladado a las Misiones Orientales, formó parte de la legislatura de la efímera provincia argentina de ese nombre, siendo de su autoría la casi totalidad de las iniciativas del cuerpo.
Devueltas las Misiones Orientales al Imperio de Brasil, apoyó la independencia del Estado Oriental del Uruguay, no sólo por convencimiento sino por enemistad personal con el gobernador de la Provincia de Buenos Aires, Manuel Dorrego. Fue senador nacional en 1830 y se unió al grupo dirigido por Rivera, que más tarde formaría el Partido Colorado.
Regresó a Buenos Aires en tiempos del gobernador Juan Manuel de Rosas, cuyo gobierno apoyó, y a favor de quien financió la Revolución de los Restauradores. 
Falleció en Buenos Aires en agosto de 1834.